# Політична програма
Політична програма — документ, у якому викладені основні цілі та методи досягнення цих цілей політичної партії, суспільно-політичного руху, окремого діяча, іншого об'єднання громадян; виклад політичної платформи партій або державних інститутів, основних положень цілей їх діяльності та способів їхньої реалізації, гарантій виборцям тощо.
За змістом політичні програми є:
- короткими;
- концептуальними;
- деталізованими.

Загальні, концептуальні програми звичайно називають стратегічними. Вони припускають формулювання загальних цілей і загальних, фундаментальних способів їхнього досягнення. Деталізовані програми є тактичними, втілюють у собі спосіб реалізації стратегії, що найчастіше складається із частин, рівнів, кроків реалізації стратегії.
Політичні програми містять два змістовних моменти:
- спекулятивно-ідеологічний;
- управлінсько-технологічний.

Всі політичні програми можна розділити на:
- опозиційні;
- діючі.

В опозиційних програмах партії, які прагнуть до влади, викладають свої позиції. Такі програми спрямовані на електорат, їхня основна мета — забезпечити перемогу на виборах. В основі подібних програм — критика влади, своїх політичних суперників і обіцянки в бік виборців.